# Franciszek Dzierożyński
Franciszek Dzierożyński (ur. 3 stycznia 1779 w Orszy, zm. 22 września 1850 we Frederick, USA) – polski pedagog, wykładowca w Akademii Połockiej, jezuita.

## Życiorys
Dzierożyński wstąpił do zakonu jezuitów 13 sierpnia 1794 w Połocku, święcenia kapłańskie uzyskał tamże 23 grudnia 1806. D. Wykładał początkowo przedmioty humanistycznych w konwikcie w Petersburgu (w latach 1803-1806), następnie był profesorem filozofii i matematyki w Mohylewie (1810-1811) i wreszcie w Połocku,(1811-1814), gdzie wykładał teologię dogmatyczną (1814-1820). Dzierożyński był kanclerzem (rektorem) i sekretarzem Akademii Połockiej. Po wypędzeniu jezuitów z Rosji w 1821 roku wyjechał do Ameryki Północnej. Superior misji północnoamerykańskiej (1823-1830) i profesor filozofii (1821-1825) oraz teologii (1825-1838) Uniwersytetu Georgetown. W 1829 kierował otwarciem wyższej uczelni jezuickiej w Saint Louis, w stanie Missisipi. Bronił w USA praw zakonu, zwalczał niewolnictwo. Mistrz nowicjatu we Frederick (1834-1840) i prowincjał Marylandu w latach 1840-1843. W Worcester, Massachusetts, utworzył uczelnię Holy Cross College. Dzierożyński uchodzi za ojca szkolnictwa jezuickiego w USA.